# بي إم دبليو إم رودستر
بي إم دبليو إم رودستر (بالإنجليزية: BMW M Roadster)‏ هي سيارة من تصنيع شركة بي إم دبليو.